# Ängsnycklar
Ängsnycklar (Dactylorhiza incarnata) är en fridlyst växt inom handnyckelsläktet och familjen orkidéer. Ängsnycklar är kraftigt byggda, storväxta och kan bli över en halv meter höga, med en stjälk rikt bladig och lite kantig. Dess blad är lansettlika, ljusgröna, långt tillspetsade och helt utan fläckar. Blodnycklar (D. incarnata ssp. cruenta) har däremot fläckar på bladen. Vaxnycklar (D. incarnata ssp. ochroleuca) har ofläckade blad och gulvita blommor. 
Ängsnycklar blommar från juni till juli, med blommor i varierande färger; ljust rosa, karminröd eller gulvita, och de sitter i täta klaslika ax.  De yttre kalkbladen är uppåtriktade och läppen är hel till otydligt treflikad, medan stödbladen har hela, med släta kanter och är ofta längre än blommorna. Det finns ett antal underarter som länge har räknats som egna arter, men ängsnycklar känns igen på blommornas stora stödblad som har helbräddad kant och den tätbladiga stjälken.

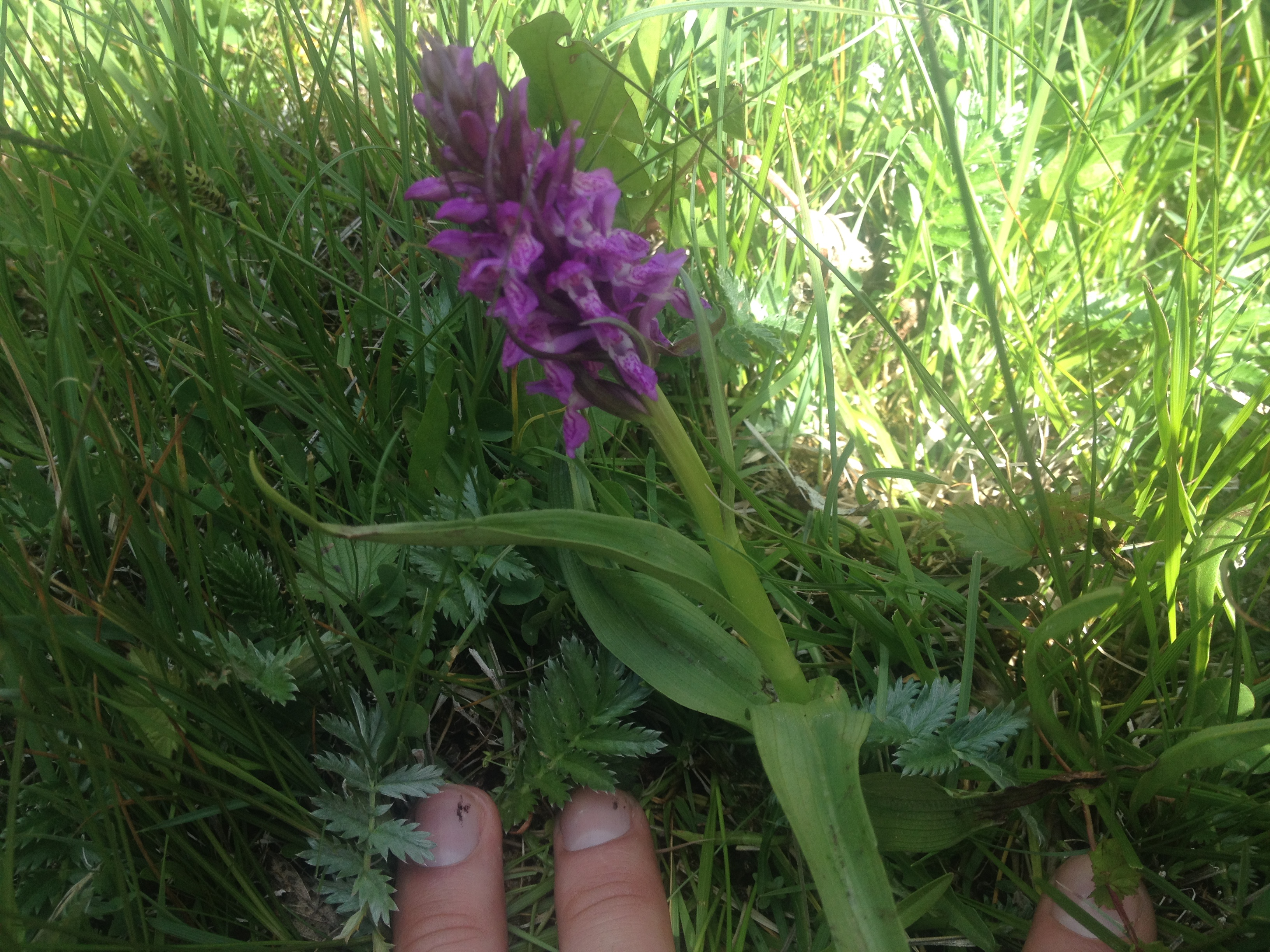
Ängsnycklar från Sandemar, Stockholm.

Det vetenskapliga namnet på  arten incarnata är från latinets carne och betyder kött och anspelar på den vanligaste färgen; köttfärgad.
Då arten upptäcktes av Linné 1755 blev den placerad i släktet Orchis, senare flyttades den till Dactylorchis 1947 av Verm.. Den senaste flytten till Dactylorhiza och skedde 1962 av Soó.
Det finns ett antal vetenskapliga synonymer då denna art har flyttats ett antal gånger. Dessa är bland annat Dactylorchis incarnata (L.) Verm., Orchis angustifolia auct., Orchis incarnata L., Orchis latifolia auct., Orchis strictifolia Opiz; Dactylorhiza incarnata (L.) Soó Dactylorhiza incarnata var. borealis (Neuman) Hyl., D. incarnata var. dunensis (Druce) Hyl., D. incarnata var. latissima (Zapal.) Hyl., Dactylorchis cruenta (O. F. Müll.) Verm., Dactylorhiza cruenta (O. F. Müll.).
De svenska namnen på denna art varierar också en del. De kallas bland annat ängsnyckel, ängsnyckelblomster (ssp. incarnata); blodnycklar, blodnyckelblomster (ssp. cruenta); vaxnycklar, gult ängsnyckelblomster (ssp. ochroleuca)

## Förekomst
Ängsnycklar trivs bäst på fuktig kalkrik mark, och huvudunderarten förekommer i nästan hela Sverige. Blodnycklar (ssp. cruenta) är ganska sällsynt men kan påträffas från Skåne upp till Norrbotten. Vaxnycklar (ssp. ochroleuca) är också sällsynt men har påträffats på kalkrika ängsmarker på Öland och Gotland samt i Skåne, Västergötland, Östergötland och Jämtland. 
Ängsnycklar, blodnycklar och vaxnycklar är fridlysta i Sverige. Se även Lista över fridlysta växter i Sverige. 